# Billy Long
William H. "Billy" Long II, född 11 augusti 1955 i Springfield i Missouri, är en amerikansk republikansk politiker. Han är ledamot av USA:s representanthus sedan 2011. Long studerade vid University of Missouri 1973–1976 utan att utexamineras och utexaminerades sedan 1979 från Missouri Auction School.
Kongressledamot Roy Blunt ställde upp med framgång i senatsvalet 2010 och Long efterträdde honom i representanthuset. I kongressvalet 2012 omvaldes Long med 64 procent av rösterna mot demokraten Jim Evans som fick 31 procent. I mellanårsvalet 2014 vann Long lika överlägset mot Evans.